# Аль-Магді Салах-ад-Дін
Аль-Магді Салах-ад-Дін (араб. المهدي صلاح بن علي; помер 1445) – імам Зейдитської держави в Ємені.